# Brießnitz (Malschwitz)

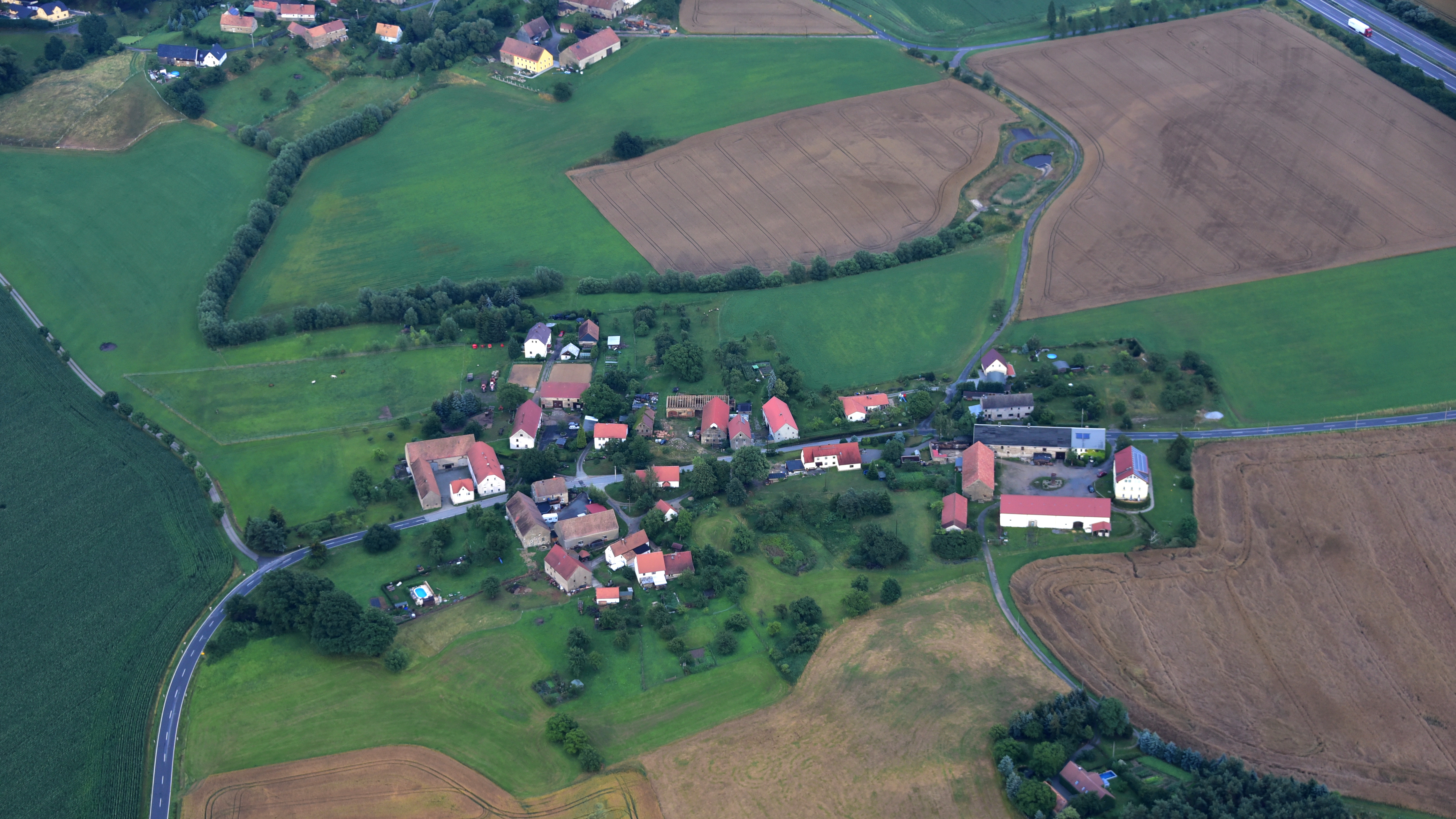
Brießnitz, Luftaufnahme (2017)

Brießnitz, obersorbisch Brězecyⓘ, ist ein Dorf im ostsächsischen Landkreis Bautzen und gehört seit 1994 zur Gemeinde Malschwitz. Es liegt in der Oberlausitz und befindet sich im Siedlungsgebiet der Sorben.

## Geografie

Brießnitz auf dem Messtischblatt von 1906

Brießnitz ist ein typisches Rundweilerdorf etwa 14 km östlich von Bautzen und 4 km nordwestlich von Weißenberg. Es befindet sich direkt am Nordhang der Oberlausitzer Hügellandschaft an deren Übergang ins Tiefland. So gibt es schon im Ort selbst Höhenunterschiede von mehr als 20 Metern. Nach Nordwesten, Westen und Süden hin fällt das Gelände zur Aue des Löbauer Wassers ab, während es in östlicher und nordöstlicher Richtung auf über 200 m ansteigt. Die Umgebung wird landwirtschaftlich genutzt.
Der nächste Nachbarort ist das bereits zur Stadt Weißenberg gehörige Cortnitz nur 500 Meter östlich. Im Südosten liegt das Kirchdorf Gröditz, im Süden Nechern, im Westen Rackel und im Nordwesten Baruth.
Brießnitz ist der südöstlichste Ortsteil der Gemeinde Malschwitz.

## Geschichte
Der Ort wurde 1413 erstmals als Bresewicz erwähnt. Brießnitz besaß nie ein eigenes Rittergut; die Grundherrschaft lag beim benachbarten Gut Baruth. Die Mehrzahl der Bausubstanz – größtenteils Vierseithöfe – stammt aus dem letzten Drittel des 19. Jahrhunderts. Um 1900 gab es etwas westlich von Brießnitz zudem eine Windmühle.
Die Geländeerhebung bei Brießnitz war in der Schlacht bei Bautzen im Mai 1813 aufgrund ihrer günstigen Position der Grund dafür, dass sich zwischen Baruth, Rackel und Gröditz heftige Gefechte ereigneten.
Bis zum 1. April 1936 war Brießnitz eine eigenständige Landgemeinde; dann wurde es zunächst nach Rackel und mit diesem zum 1. Februar 1974 nach Baruth eingemeindet. Am 1. Januar 1994 kam die Gemeinde Baruth zur neuen Großgemeinde Malschwitz.
Im Ort finden sich noch Beispiele für die typischen Oberlausitzer Umgebindehäuser, die bis ins 19. Jahrhundert überall in der Region verbreitet waren.

### Ortsname
Der Ortsname ist sorbischen Ursprungs und leitet sich von brěza („Birke“) ab; Brězecy bedeutet so viel wie „Birkendorf“. Historische Namensformen sind u. a. Bresitz (1498, 1615), Prießnitz (1653), Brößnitz (1711) und Bresnitz (1732).

## Bevölkerung
Brießnitz war im Jahre 1834 mit 107 Einwohnern deutlich größer als heute; noch im 19. Jahrhundert sank die Einwohnerzahl um ein Viertel. 1884/85 zählte Arnošt Muka 75 Einwohner, von denen 72 Sorben waren. Erst seit Mitte des 20. Jahrhunderts ist der Gebrauch des Sorbischen im Ort aufgrund von Assimilation und Zuzug Deutschsprachiger zurückgegangen. Bis heute ist die Bevölkerungszahl weiter leicht gesunken.
Die Bevölkerung ist seit der Reformation fast ausschließlich evangelisch-lutherisch und seit dem 16. Jahrhundert nach Gröditz gepfarrt.